# Károly Takács
Károly Takács (Budapest, 21 gennaio 1910 – Budapest, 5 gennaio 1976) è stato un tiratore a segno ungherese.

## Palmarès

### Olimpiadi
- Oro a Londra 1948 nella pistola 25 metri.
- Oro a Helsinki 1952 nella pistola 25 metri.